# Trousse da cucito
Una  trousse da cucito è un contenitore utilizzato per riporre e / o trasportare attrezzature per cucire. 

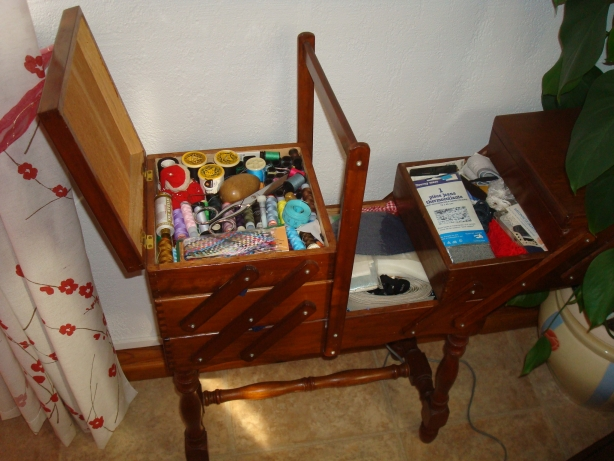
Lavoratore di cucito
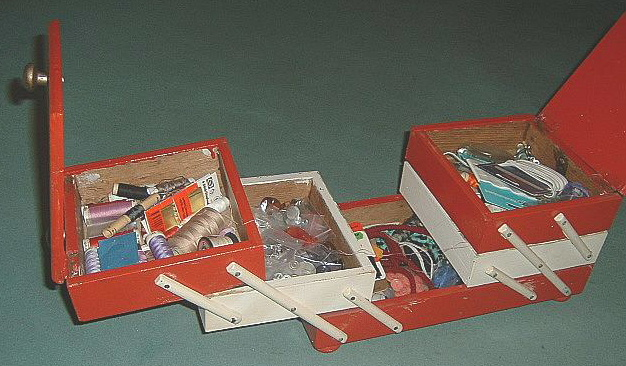
Scatola da cucito (~ 1955)
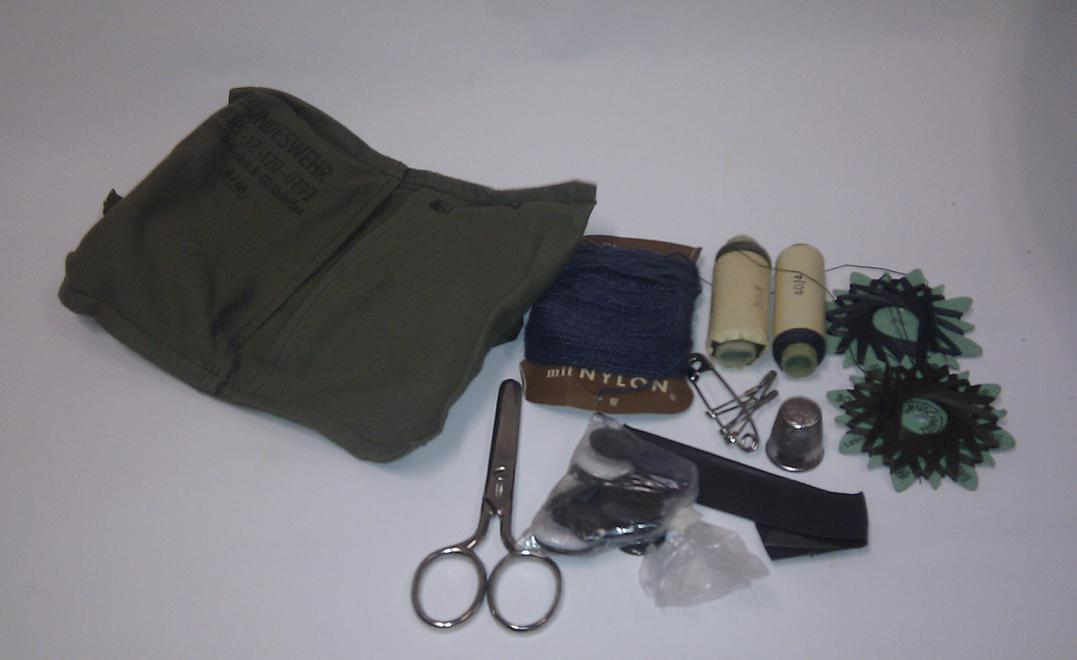
Kit da cucito
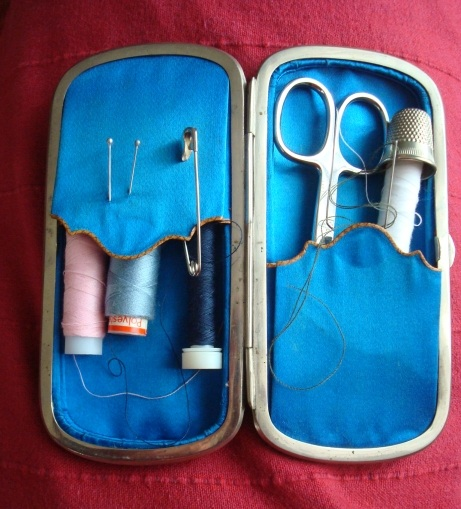
Kit da cucito da viaggio

## Tipologie

### Operaio
L'operaio è un piccolo mobile o scatola montato su gambe, costituito da armadietti che si aprono per consentire l'accesso agli utensili utili per cucire. 

### Scatola da lavoro
La scatola di lavoro è una scatola con cassettini, senza piedini, dotata di una maniglia per il trasporto di attrezzature e oggetti da riparare. 

### Kit da cucito
Il kit è un piccolo contenitore, molto spesso flessibile, da portare in viaggio, contenente il minimo necessario per cucire.